# Associazione Calcio Pisa 1909 2012-2013
Questa voce raccoglie le informazioni riguardanti l'Associazione Calcio Pisa 1909 nelle competizioni ufficiali della stagione 2012-2013.

## Stagione
I neroazzurri vengono inseriti nel girone B della Lega Pro Prima Divisione (composto da sole 16 squadre), assieme a molte squadre meridionali e alle altre toscane (Viareggio, Prato e Carrarese).
Viene riconfermato sulla panchina pisana Alessandro Pane.
Quanto al calciomercato il Pisa conferma l'ossatura della squadra: Maurizio Pugliesi, Francesco Colombini, Amedeo Benedetti, Francesco Favasuli, Leonardo Perez, Giacomo Tulli, Leonardo Gatto, affiancandoli a numerosi giovani arrivati in prestito dalle categorie superiori. La difesa viene puntellata con l'ingaggio di Rocco Sabato, mentre a centrocampo arrivano gli esperti Nicola Mingazzini e Antonio Buscè. L'ultimo giorno di mercato estivo viene poi ingaggiato l'attaccante Stefano Scappini.
Dopo un andamento altalenante, il 19 marzo 2013 - a seguito della pesante sconfitta per 3-0 con la Nocerina - viene esonerato Alessandro Pane e torna per la terza volta sulla panchina nerazzurra Dino Pagliari.
Da lì in poi i risultati migliorano nettamente e la squadra riesce a raggiungere i playoff all'ultimo tuffo.
In semifinale il Pisa elimina il favoritissimo Perugia (arrivato secondo), ma poi nella finale con il Latina deve piegarsi ai tempi supplementari: i pontini arrivano in serie B per la prima volta nella loro storia.

## Rosa
| N. |                   | Ruolo | Calciatore          |
| -- | ----------------- | ----- | ------------------- |
|    | Italia (bandiera) | P     | Davide Adornato     |
|    | Italia (bandiera) | P     | Maurizio Pugliesi   |
|    | Italia (bandiera) | P     | Luigi Sepe          |
|    | Italia (bandiera) | D     | Filippo Carini      |
|    | Italia (bandiera) | D     | Francesco Colombini |
|    | Italia (bandiera) | D     | Nicola Lanzolla     |
|    | Italia (bandiera) | D     | Massimo Lucarelli   |
|    | Italia (bandiera) | D     | Amedeo Benedetti    |
|    | Italia (bandiera) | D     | Daniele Pedrelli    |
|    | Italia (bandiera) | D     | Paolo Rozzio        |
|    | Italia (bandiera) | D     | Emanuele Suagher    |
|    | Italia (bandiera) | D     | Rocco Sabato        |
|    | Italia (bandiera) | C     | Leonardo Bianchi    |

| N. |                   | Ruolo | Calciatore           |
| -- | ----------------- | ----- | -------------------- |
|    | Italia (bandiera) | C     | Antonio Buscè        |
|    | Italia (bandiera) | C     | Filadelfio Carroccio |
|    | Italia (bandiera) | C     | Francesco Favasuli   |
|    | Italia (bandiera) | C     | Filippo Fondi        |
|    | Italia (bandiera) | C     | Leonardo Gatto       |
|    | Italia (bandiera) | C     | Nicola Mingazzini    |
|    | Italia (bandiera) | C     | Luca Rizzo           |
|    | Italia (bandiera) | C     | Andrea Barberis      |
|    | Italia (bandiera) | A     | Leonardo Perez       |
|    | Italia (bandiera) | A     | Stefano Scappini     |
|    | Italia (bandiera) | A     | Luca Strizzolo       |
|    | Italia (bandiera) | A     | Giacomo Tulli        |

## Risultati

### Lega Pro Prima Divisione

#### Girone di andata
| Pisa 2 settembre 2012, ore 15:00 CEST 1ª giornata                                        | Pisa      | 3 – 1       | Latina | Stadio Arena Garibaldi - Romeo Anconetani |
| \| \| \| \| \| Tulli 37’ Favasuli 55’ (rig.) Barberis 86’ \| Marcatori \| 89’ Barraco \| |           |             |        |                                           |
|                                                                                          |           |             |        |                                           |
| Tulli 37’ Favasuli 55’ (rig.) Barberis 86’                                               | Marcatori | 89’ Barraco |        |                                           |

| Andria 9 settembre 2012, ore 15:00 CEST 2ª giornata       | Andria BAT | 1 – 1     | Pisa | Stadio degli Oliveti |
| \| \| \| \| \| Innocenti 16’ \| Marcatori \| 81’ Rizzo \| |            |           |      |                      |
|                                                           |            |           |      |                      |
| Innocenti 16’                                             | Marcatori  | 81’ Rizzo |      |                      |

| Pisa 16 settembre 2012, ore 15:00 CEST 3ª giornata                        | Pisa      | 2 – 2                     | Barletta | Stadio Arena Garibaldi - Romeo Anconetani |
| \| \| \| \| \| Perez 3’, 87’ \| Marcatori \| 41’ Barbuti 88’ La Mantia \| |           |                           |          |                                           |
|                                                                           |           |                           |          |                                           |
| Perez 3’, 87’                                                             | Marcatori | 41’ Barbuti 88’ La Mantia |          |                                           |

| Gubbio 23 settembre 2012, ore 15:00 CEST 4ª giornata                                     | Gubbio    | 2 – 1               | Pisa | Stadio Pietro Barbetti |
| \| \| \| \| \| Galabinov 10’ (rig.) Sandreani 74’ \| Marcatori \| 79’ (rig.) Favasuli \| |           |                     |      |                        |
|                                                                                          |           |                     |      |                        |
| Galabinov 10’ (rig.) Sandreani 74’                                                       | Marcatori | 79’ (rig.) Favasuli |      |                        |

| Perugia 28 settembre 2012, ore 20:30 CEST 5ª giornata                        | Perugia   | 1 – 2                         | Pisa | Stadio Renato Curi |
| \| \| \| \| \| Politano 32’ \| Marcatori \| 12’ Perez 62’ (rig.) Favasuli \| |           |                               |      |                    |
|                                                                              |           |                               |      |                    |
| Politano 32’                                                                 | Marcatori | 12’ Perez 62’ (rig.) Favasuli |      |                    |

| Pisa 7 ottobre 2012, ore 15:00 CEST 6ª giornata                       | Pisa      | 3 – 1       | Carrarese | Stadio Arena Garibaldi - Romeo Anconetani |
| \| \| \| \| \| Perez 9’ Tulli 32’, 59’ \| Marcatori \| 53’ Mancuso \| |           |             |           |                                           |
|                                                                       |           |             |           |                                           |
| Perez 9’ Tulli 32’, 59’                                               | Marcatori | 53’ Mancuso |           |                                           |

| Pagani 14 ottobre 2012, ore 15:00 CEST 7ª giornata | Paganese | 0 – 0 | Pisa | Stadio Marcello Torre |

| Pisa 28 ottobre 2012, ore 14:30 CEST 8ª giornata                                                     | Pisa      | 4 – 1                 | Catanzaro | Stadio Arena Garibaldi - Romeo Anconetani |
| \| \| \| \| \| Favasuli 56’ (rig.), 84’ Buscè 59’ Perez 87’ \| Marcatori \| 54’ (aut.) Mingazzini \| |           |                       |           |                                           |
| |           |                       |           |                                           |
| Favasuli 56’ (rig.), 84’ Buscè 59’ Perez 87’                                                         | Marcatori | 54’ (aut.) Mingazzini |           |                                           |

| Pisa 4 novembre 2012, ore 14:30 CEST 9ª giornata        | Pisa      | 1 – 1       | Nocerina | Stadio Arena Garibaldi - Romeo Anconetani |
| \| \| \| \| \| Buscè 55’ \| Marcatori \| 90+1’ Russo \| |           |             |          |                                           |
|                                                         |           |             |          |                                           |
| Buscè 55’                                               | Marcatori | 90+1’ Russo |          |                                           |

| Frosinone 11 novembre 2012, ore 14:30 CEST 10ª giornata    | Frosinone | 1 – 2          | Pisa | Stadio Matusa |
| \| \| \| \| \| Frara 86’ \| Marcatori \| 19’, 75’ Tulli \| |           |                |      |               |
|                                                            |           |                |      |               |
| Frara 86’                                                  | Marcatori | 19’, 75’ Tulli |      |               |

| Pisa 19 novembre 2012, ore 20:45 CEST 11ª giornata                 | Pisa      | 2 – 0 | Sorrento | Stadio Arena Garibaldi - Romeo Anconetani |
| \| \| \| \| \| Scappini 17’ Favasuli 81’ (rig.) \| Marcatori \| \| |           |       |          |                                           |
|                                                                    |           |       |          |                                           |
| Scappini 17’ Favasuli 81’ (rig.)                                   | Marcatori |       |          |                                           |

| Viareggio 2 dicembre 2012, ore 14:30 CEST 12ª giornata                               | Viareggio | 2 – 2                     | Pisa | Stadio Torquato Bresciani |
| \| \| \| \| \| Giovinco 56’ De Vena 68’ \| Marcatori \| 48’ Benedetti 90+2’ Gatto \| |           |                           |      |                           |
|                                                                                      |           |                           |      |                           |
| Giovinco 56’ De Vena 68’                                                             | Marcatori | 48’ Benedetti 90+2’ Gatto |      |                           |

| Pisa 9 dicembre 2012, ore 14:30 CEST 13ª giornata                | Pisa      | 1 – 1      | Prato | Stadio Arena Garibaldi - Romeo Anconetani |
| \| \| \| \| \| Favasuli 45’ (rig.) \| Marcatori \| 34’ Napoli \| |           |            |       |                                           |
|                                                                  |           |            |       |                                           |
| Favasuli 45’ (rig.)                                              | Marcatori | 34’ Napoli |       |                                           |

| Benevento 16 dicembre 2012, ore 14:30 CEST 14ª giornata          | Benevento | 2 – 1        | Pisa | Stadio Ciro Vigorito |
| \| \| \| \| \| Altinier 31’, 61’ \| Marcatori \| 76’ Scappini \| |           |              |      |                      |
|                                                                  |           |              |      |                      |
| Altinier 31’, 61’                                                | Marcatori | 76’ Scappini |      |                      |

| Pisa 21 dicembre 2012, ore 20:30 CEST 15ª giornata                                      | Pisa      | 0 – 3                                                 | Avellino | Stadio Arena Garibaldi - Romeo Anconetani |
| \| \| \| \| \| \| Marcatori \| 4’ (rig.) Biancolino 70’ (rig.) Castaldo 90+2’ Bariti \| |           |                                                       |          |                                           |
|                                                                                         |           |                                                       |          |                                           |
|                                                                                         | Marcatori | 4’ (rig.) Biancolino 70’ (rig.) Castaldo 90+2’ Bariti |          |                                           |

#### Girone di ritorno
| Latina 7 gennaio 2013, ore 20:45 CEST 16ª giornata | Latina    | 1 – 0 | Pisa | Stadio Domenico Francioni |
| \| \| \| \| \| Barraco 23’ \| Marcatori \| \|      |           |       |      |                           |
|                                                    |           |       |      |                           |
| Barraco 23’                                        | Marcatori |       |      |                           |

| Pisa 13 gennaio 2012, ore 14:30 CEST 17ª giornata     | Pisa      | 1 – 0 | Andria BAT | Stadio Arena Garibaldi - Romeo Anconetani |
| \| \| \| \| \| Favasuli 69’ (rig.) \| Marcatori \| \| |           |       |            |                                           |
|                                                       |           |       |            |                                           |
| Favasuli 69’ (rig.)                                   | Marcatori |       |            |                                           |

| Barletta 20 gennaio 2013, ore 14:30 CEST 18ª giornata | Barletta  | 1 – 0 | Pisa | Stadio Cosimo Puttili |
| \| \| \| \| \| Dezi 49’ \| Marcatori \| \|            |           |       |      |                       |
|                                                       |           |       |      |                       |
| Dezi 49’                                              | Marcatori |       |      |                       |

| Pisa 3 febbraio 2013, ore 14:30 CEST 19ª giornata | Pisa      | 1 – 0 | Gubbio | Stadio Arena Garibaldi - Romeo Anconetani |
| \| \| \| \| \| Barberis 19’ \| Marcatori \| \|    |           |       |        |                                           |
|                                                   |           |       |        |                                           |
| Barberis 19’                                      | Marcatori |       |        |                                           |

| Pisa 11 febbraio 2013, ore 20:30 CEST 20ª giornata | Pisa      | 0 – 1       | Perugia | Stadio Arena Garibaldi - Romeo Anconetani |
| \| \| \| \| \| \| Marcatori \| 49’ Ciofani \|      |           |             |         |                                           |
|                                                    |           |             |         |                                           |
|                                                    | Marcatori | 49’ Ciofani |         |                                           |

| Carrara 17 febbraio 2013, ore 14:30 CEST 21ª giornata                                                     | Carrarese | 2 – 3                                        | Pisa | Stadio dei Marmi |
| \| \| \| \| \| Belcastro 39’ Anzalone 67’ \| Marcatori \| 5’ Benedetti 85’ Gatto 90+3’ (rig.) Scappini \| |           |                                              |      |                  |
| |           |                                              |      |                  |
| Belcastro 39’ Anzalone 67’                                                                                | Marcatori | 5’ Benedetti 85’ Gatto 90+3’ (rig.) Scappini |      |                  |

| Pisa 3 marzo 2013, ore 14:30 CEST 22ª giornata | Pisa | 0 – 0 | Paganese | Stadio Arena Garibaldi - Romeo Anconetani |

| Catanzaro 10 marzo 2013, ore 14:30 CEST 23ª giornata | Catanzaro | 1 – 0 | Pisa | Nicola Ceravolo (2.400 spett.) |
| \| \| \| \| \| Russotto 62’ \| Marcatori \| \|       |           |       |      |                                |
|                                                      |           |       |      |                                |
| Russotto 62’                                         | Marcatori |       |      |                                |

| Arbitro: | Diego Bruno |

|                                  |           |  |
| Corapi 40’ Garufo 58’ Evacuo 75’ | Marcatori |  |

| Pisa 24 marzo 2013, ore 14:30 CEST 25ª giornata                        | Pisa      | 2 – 1      | Frosinone | Stadio Arena Garibaldi - Romeo Anconetani (3.500 spett.) |
| \| \| \| \| \| Scappini 10’ Favasuli 90’ \| Marcatori \| 6’ Curiale \| |           |            |           |                                                          |
|                                                                        |           |            |           |                                                          |
| Scappini 10’ Favasuli 90’                                              | Marcatori | 6’ Curiale |           |                                                          |

| Sorrento 7 aprile 2013 26ª giornata | Sorrento | 1 – 2 | Pisa | Stadio Italia |

| Pisa 14 aprile 2013 27ª giornata | Pisa | 1 – 0 | Viareggio | Stadio Arena Garibaldi - Romeo Anconetani |

| Prato 28 aprile 2013 28ª giornata | Prato | 2 – 1 | Pisa | Stadio Lungobisenzio |

| Pisa 5 maggio 2013 29ª giornata | Pisa | 2 – 0 | Benevento | Stadio Arena Garibaldi - Romeo Anconetani |

| Avellino 12 maggio 2013 30ª giornata | Avellino | 2 – 3 | Pisa | Stadio Partenio-Adriano Lombardi |

#### Play-off
| Arbitro: | Maresca (Napoli) |

|                 |           |             |
| Gatto 8’, 45+3’ | Marcatori | 55’ Moscati |

| Arbitro: | Aureliano (Bologna) |

|                         |           |                       |
| Ciofani 79’ Rantier 84’ | Marcatori | 3’ Rizzo 86’ Favasuli |

| Pisa 9 giugno 2013, ore 16:00 CEST Finale - Andata | Pisa            | 0 – 0 referto | Latina | Romeo Anconetani (11724 spett.)\| Arbitro: \| Chiffi (Padova) \| |
| Arbitro:                                           | Chiffi (Padova) |               |        |                                                                  |

| Arbitro: | Minelli (Varese) |

|                                       |           |              |
| Jefferson 45+1’ Cejas 98’ Burrai 107’ | Marcatori | Barberis 19’ |

### Coppa Italia
| Arbitro: | Fabio Piscopo (Imperia) |

|                    |           |  |
| Gatto 4’ Perez 13’ | Marcatori |  |

| Arbitro: | Gennaro Palazzino (Ciampino) |

|                                     |                      |                                 |
| Babacar 25’ (rig.) Cutolo 105’      | Marcatori            | 44’ Benedetti 114’ Sabato       |
| Zé Eduardo Cutolo Piccioni Granoche | Tiri di rigore 4 – 2 | Favasuli Sabato Benedetti Tulli |

### Coppa Italia Lega Pro
I nerazzurri non partecipano alla fase a gironi, ma sono direttamente ammessi al Primo Turno della fase eliminatoria.
| Arbitro: | Silvia Spinelli (Terni) |

|                                |           |  |
| Barberis 22’, 60’ Scappini 87’ | Marcatori |  |

| Arbitro: | Cristian Brasi (Seregno) |

|                        |           |                |
| Tulli 17’ Scappini 77’ | Marcatori | 90+3’ Ferretti |

| Arbitro: | Paolo Marchesini (Legnago) |

|                                                          |           |  |
| Scappini 25’ (rig.) Strizzolo 54’ Perez 81’ Barberis 85’ | Marcatori |  |

| Arbitro: | Andrea Monreale (Roma) |

|  |           |                           |
|  | Marcatori | 15’ Benedetti 90+1’ Fondi |

| Arbitro: | Riccardo Ros (Pordenone) |

|              |           |                             |
| Giovinco 90’ | Marcatori | 14’, 27’ Scappini 44’ Perez |

| Arbitro: | Daniele Bindoni (Venezia) |

|  |           |                                       |
|  | Marcatori | 22’ (rig.), 90’ Giovinco 23’ Martella |

## Statistiche

### Statistiche di squadra
| Competizione             | Punti | In casa | In casa | In casa | In casa | In casa | In casa | In trasferta | In trasferta | In trasferta | In trasferta | In trasferta | In trasferta | Totale | Totale | Totale | Totale | Totale | Totale | DR  |
| Competizione             | Punti | G       | V       | N       | P       | Gf      | Gs      | G            | V            | N            | P            | Gf           | Gs           | G      | V      | N      | P      | Gf     | Gs     | DR  |
| ------------------------ | ----- | ------- | ------- | ------- | ------- | ------- | ------- | ------------ | ------------ | ------------ | ------------ | ------------ | ------------ | ------ | ------ | ------ | ------ | ------ | ------ | --- |
| Lega Pro Prima Divisione | 34    | 15      | 9       | 4       | 2       | 23      | 12      | 15           | 6            | 3            | 6            | 20           | 21           | 30     | 15     | 7      | 8      | 43     | 33     | +10 |
| Play-off                 | -     | 2       | 1       | 1       | 0       | 2       | 1       | 2            | 0            | 1            | 1            | 3            | 5            | 4      | 1      | 2      | 1      | 5      | 6      | -1  |
| Coppa Italia             | -     | 1       | 1       | 0       | 0       | 2       | 0       | 1            | 0            | 1            | 0            | 2            | 2            | 2      | 1      | 1      | 0      | 4      | 2      | +2  |
| Coppa Italia Lega Pro    | -     | 4       | 3       | 0       | 1       | 9       | 4       | 2            | 2            | 0            | 0            | 5            | 1            | 6      | 5      | 0      | 1      | 14     | 5      | +9  |
| Totale                   | -     | 22      | 14      | 5       | 3       | 36      | 17      | 20           | 8            | 5            | 7            | 30           | 39           | 42     | 22     | 10     | 10     | 66     | 46     | +20 |